# Абашилов, Гаджи Ахмедович
Гаджи́ Ахме́дович Абаши́лов (2 сентября 1950, Согратль, Дагестанская АССР — 21 марта 2008, Махачкала) — Председатель Государственной телевизионной и радиовещательной компании «Дагестан» с января 2007 года, бывший заместитель министра по делам информации, национальной политики и внешним связям республики Дагестан, бывший главный редактор газеты «Молодёжь Дагестана». Был убит в Махачкале 21 марта 2008 года. Кавалер Ордена Дружбы (2006).

## Биография
Гаджи (Магомедгаджи) Ахмедович Абашилов родился 2 сентября 1950 года в селе Согратль Гунибского района Дагестанской АССР. По национальности — аварец. Окончил факультет иностранных языков Дагестанского государственного университета. В качестве офицера два года прослужил в рядах Советской Армии.
В 1975 году Абашилов начал работать в органах ВЛКСМ. Сначала он был секретарём комитета комсомола политехнического техникума, а в конце 1980-х годов был назначен секретарём Дагестанского обкома ВЛКСМ.
В 1990 году Абашилов занял должность главного редактора общественно-политической газеты «Молодёжь Дагестана» (в 1990—1991 годах совмещал её с должностью секретаря обкома комсомола).
В марте 1999 года Абашилов, ставший к тому времени известным в республике журналистом, был избран депутатом Народного собрания Дагестана. В мае 2006 года он был назначен на должность заместителя министра по делам информации, национальной политики и внешним связям. В том же году Абашилов фигурировал в прессе как участник XII конференции Дагестанского отделения Аграрной партии России.

## Карьера
В январе 2007 года Абашилов был назначен председателем Государственной телевизионной и радиовещательной компании (ГТРК) «Дагестан» — филиала ВГТРК «Россия». При этом он продолжил сотрудничество с газетой «Молодёжь Дагестана» — вёл авторскую «Колонку Гаджи Абашилова» (редакцию издания в сентябре 2007 года возглавил его сын Шамиль Абашилов). При этом Гаджи Абашилов некоторое время продолжал занимать должность заместителя министра по делам информации, национальной политики и внешним связям республики. Сам журналист в интервью «Молодёжи Дагестана» рассказывал, что в правительстве рассматривался и вариант назначения его на пост главы министерства. Однако ради сохранения «национального баланса в верхах» от введения Абашилова в правительство пришлось отказаться (в противном случае кабинет министров пришлось бы покинуть кумыку Бекмурзе Бекмурзаеву, что нарушило бы устраивающие общественность пропорции национальностей в органах государственной власти). «Когда Президент разъяснил мне свою позицию, никаких возражений у меня не возникло», — подчёркивал Абашилов.

## Убийство
Вечером 21 марта 2008 года в столице Дагестана Махачкале, в микрорайоне «Узбек-городок» машина Абашилова была расстреляна неизвестными из автоматического оружия, после чего преступники уехали на «Жигулях» девяносто девятой модели. От полученных травм глава ГТРК скончался на месте, а его водитель Ахмед Абакаров с тяжёлыми ранениями был госпитализирован. По факту гибели Абашилова было возбуждено уголовное дело по статье 105 УК РФ (убийство). Генеральный прокурор РФ Юрий Чайка взял расследование под свой личный контроль.
Представители следственных органов Дагестана высказали мысль о связи преступления с профессиональной деятельностью Абашилова (коллеги называли его непримиримым и яростным борцом с экстремизмом). Рассматривались ими и другие версии убийства, в частности — убийство на бытовой почве.
Между тем СМИ сразу же связали это преступление с произошедшим в те же сутки в Москве убийством корреспондента Первого канала Ильяса Шурпаева, автора многочисленных репортажей о событиях в Дагестане и Абхазии. Отмечалось, что оба журналиста были упомянуты в «чёрном списке» дагестанской газеты «Настоящее время» (в него вошли те, кого генеральный директор газеты Ризван Ризванов не хотел видеть на страницах издания и в редакции). В свою очередь, Ризванов опроверг информацию о списке. «Всё это неправда и выдумки», — подчеркнул он.

## Награды
Абашилов — лауреат Государственной премии Республики Дагестан. Он был удостоен звания «Заслуженный работник культуры Республики Дагестан», награждён медалью «Героический труд» за работу в студенческом строительном отряде. В прессе Абашилов упоминался не только как журналист, но и как автор книг «Караван», «Экспансия», «Позиция», «Альтернатива», «Рубежи», «Линия жизни».
«За мужество и принципиальность в отстаивании общечеловеческих ценностей, проявленные при исполнении гражданского долга» Абашилов был награждён Орденом Мужества посмертно. Указ о награждении в феврале 2009 года подписал Президент РФ Д. А. Медведев.
В мае 2009 года одной из школ Дагестана торжественно присвоили имя Гаджи Абашилова.